# Trygve Sande
Trygve Sande (10 ottobre 1979) è un ex sciatore alpino norvegese.

## Biografia
Sande esordì in Coppa Europa il 12 dicembre 1997 a Obereggen in supergigante (96º) e in Coppa del Mondo il 2 febbraio 2002 a Sankt Moritz in discesa libera (48º); in seguito prese il via ad altre due discese libere del massimo circuito internazionale (l'ultima l'11 gennaio 2003 a Bormio), piazzandosi in entrambi i casi 50º. Si ritirò al termine della stagione 2002-2003 e la sua ultima gara fu uno slalom gigante FIS disputato il 30 marzo a Ål, non completato da Sande; non prese parte a rassegne olimpiche o iridate.

## Palmarès

### Coppa Europa
- Miglior piazzamento in classifica generale: 81º nel 2003

### Campionati norvegesi
- 1 medaglia:
  - 1 argento (discesa libera nel 2002)